# شيكو فرنانديز
شيكو فرنانديز هو لاعب كرة قاعدة كوبي، ولد في 23 أبريل 1939 في هافانا في كوبا.

## وصلات خارجية
- شيكو فرنانديز على موقعبيزبول رفرنس.كوم (الدوري الرئيسي) (الإنجليزية)
- شيكو فرنانديز على موقعبيزبول رفرنس.كوم (الدوري الثانوي) (الإنجليزية)